# Řez ovocných dřevin
Řez ovocných dřevin je způsob formování ovocných dřevin, jehož cílem je dosažení rovnováhy mezi růstem nových výhonů a produkcí ovoce. Prostředkem k tomu je regulace množství větví na stromě tak, aby všechny listy a plody měly dostatek prostoru a světla. Součástí může být regulace velikosti rostliny na stanovišti, odstraňování poškozených nebo nemocných částí a usnadnění údržby.
Způsob provedení řezu závisí na daném období roku, vývojové fázi rostliny, druhu a odrůdě, individuálním způsobu růstu rostliny, ale také na pěstebním tvaru a záměru pěstitele. Lze tedy říci, že řez stejné dřeviny lze provést velmi různě. Pokyny k řezu jsou tedy sice dobře zobecnitelné pro druh dřeviny nebo fázi růstu (např. zakládání koruny, zmlazování). Metody a postupy dosažení nějakého cíle mohou být však při běžném průklestu velmi snadno zcela individuální pro jednotlivé dřeviny, jež jsou nějakým způsobem ovlivněné stanovištěm, zdravotním stavem a průběhem vegetace.

## Smysl řezu ovocných dřevin
Většina rostlin má snahu tvořit nadbytek výhonů. V přírodě mnoho z těchto výhonů samovolně uhyne vlivem zahuštění koruny nebo pro zastínění přilehlými dřevinami (samovolné prosychání koruny). Ovocnář obvykle odstraňuje větve, které zahušťují a větve, které již nejsou výhodné pro stavbu koruny. Probírka větví je jako odstranění plevele v zahradě. Odstraněním plevele se zahradník zbavuje některých rostlin s cílem poskytnout větší prostor pro ty, které zůstávají. Při prořezávání se ovocnář zbavuje některých větví, aby ty, které zůstávají, měly více prostoru, více slunečního světla nebo lepší tvar a větší množství výživy. Na mnoha ovocných stromech větve rostou tak hustě, že je péče o ně nepohodlná nebo náročná. Pro každý druh ovocných stromů nebo rostlin pěstitel má obvykle docela jasný ideál správného rozložení částí nebo větví (stavba koruny).
Ovocnář často ořezává rostliny, které jsou slabé, křivé a neduživé, aby se rostly bujněji a rovněji. Větve které by se svěsily k zemi musí být zkráceny tak, aby ovoce na nich vypěstované byla rostlina unést bez poškození. Tato praxe je běžná zejména u révy, maliníku, ostružin a jiných. Některé ovocné stromy mají koruny velmi vysoko. Ovocnář může snížit korunu s cílem zajistit nižší a širší formou koruny, která by mu umožnila postarat se o strom a posbírat ovoce snadněji než v případě, že ovoce bude vysokých a vzpřímených horních větvích.
Mnoho druhů ovoce, například broskvoně, mají tendenci mít většinu ze svých plodů na nových (loňských) letorostech. Pokud je takovým dřevinám dovoleno růst bez řezu, strom nakonec strom nese ovoce pouze na špičkách větví (tedy mimo jiné vážné vady a špatného zdravotního stavu). V mnoha takových případech je ekonomické zkrátit větve z času na čas řezem, a tak udržovat plodonosné větve blíže hlavním větvím nebo kmeni. Některé odrůdy ovoce v některých půdách a klimatu mohou mít tendenci nasadit více plodů, než mohou snést. V některých jiných místech tytéž odrůdy mohou mít tendenci k tvoření nadbytku výhonů velmi malé plodnosti. Je-li rostlina nebo strom řezem upravena tak, že má více ovocných pupenů, než může nést ovoce, bude efektivní proředit prořezáváním některé z větví a výhonů ještě před květem. Toto odstranění části plodných výhonů může dovolit dřevině, aby celý svůj potenciál a sílu napřela na tvorbu ovoce, které zůstává. Pokud rostlina tvoří málo dřeva a listů, prořezávání ve správném ročním období může hodně pomoci její vitalitě.
Stejně jako zákrsky nebo bujně rostoucí rostliny mohou být zvoleny tak, aby vyhovovaly účelu pěstitele, tak každá rostlina po řezu může být zakrslá nebo růst bujněji než neřezaná rostlina. Strom může být prořezán tak, že je snížena jeho výška, aby lépe odpovídal danému stanovišti, nebo na druhé straně , může být prořezán výhradně pro povzbuzení růstu dřeva z částí, které zůstaly. Tak je někdy zrychlen jeho růst a je dřevině umožněno dosáhnout větší velikosti, než by bylo obvykle možné dosáhnout.
Mnoho chorob ovocných rostlin, jako jsou padlí, rakovina, monilióza, a podobné choroby způsobují houbové choroby a bakterie, které se rychle množí a šíří v plantážích. Tyto choroby mohou být omezeny odstraněním infikovaných částí prořezáváním. Nemocné nebo poraněné části stromů nebo rostlin by měly být odstraněny a omezeno šíření patogenů, které způsobují choroby. Přehuštěné, špatně prořezané koruny napomáhají vývoji patogenů, zejména houbových chorob.
Obecná praxe v ochraně rostlin, v boji proti hmyzu a houbovým chorobám v posledních letech, má hodně co do činění s pečlivým průklestem. Při efektivní aplikaci postřiku je nezbytné, aby všechny části stromu byly pokryty aplikovanou látkou, ale to není možné, pokud strom není dobře ořezán.

## Účinky řezu
Uvážlivým prořezáváním správně založená koruna stromu prořídne, rostliny udržovány v řádném stavu a omezeny na požadovaný prostor. Podíl růstu letorostů a ovoce je regulován,šíření nemocí je omezeno a provedení postřiků usnadněno. Ale prořezávání může způsobit různé efekty, z nichž některé jsou žádoucí a některé z nich jsou nežádoucí.
Zmlazování a hluboký řez, prováděný zejména v zimě, vyvolává rychlejší růst dřeva následující rok na zbývajících větvích, než kdyby k prořezávání nedošlo. Ačkoli strom, který byl často upravován řezem nemusí být v dospělosti tak velký jako podobný strom, který nebyl řezem nikdy upraven, se vší pravděpodobností bude mít strom udržovaný řezem zdravé, pevné dřevo, a neřezaný strom, i když větší, může obsahovat mnoho mrtvých a umírajících, nemocných a nežádoucích větví a výhonů. Jeden z důležitých účinků řezu je zajištění zdravého, silného růstu stromu nebo rostliny.
Prořezávání některých plodonosných výhonů a zkrácení jiných je u ovocných stromů jedním z nejlepších způsobů prevence od nadúrody a střídavé plodnosti. Tak, rozumné prořezávání stimuluje nejen růst dřeva v následujícím období, ale zároveň ponechává dostatek květních pupenů na stromě, aby strom vytvořil tolik ovoce kolik lze ekonomicky vytvořit v dobré kvalitě. Vzhledem k tomu že neřezaný strom může produkovat více ovoce, než může dozrát, plody někdy předčasně opadají, zralé plody jsou obvykle nízké kvality a malé velikosti, může mít velmi slabý růst dřeva, bývá často slabý a nemocný.
Prořezávání v různých obdobích roku mívá jiný vliv na produkci letorostů a ovoce. Je staré pořekadlo, že zahradník jde "prořezávat v zimě na dřevo a v létě na ovoce." Toto tvrzení je založeno na zkušenostech, které prokázaly, že nadměrný růst dřeva se obvykle tvoří na úkor produkce ovoce, a naopak. V této souvislosti by měl mít ovocnář na paměti rozdíl mezi růstem letorostů a tvorbou květů a plodů. Ovocné rostliny ve své nejlepší kondici by měly mít dostatečný vegetativní růst a přesto měly produkovat takové množství ovoce, jaké jen mohou mít bez snížení vitality stromu. V takových případech vegetativní aktivita a reprodukční aktivita je v rovnováze. Kdykoliv díky nesprávnému prořezávání nebo jakémukoliv špatnému hospodaření rostlina více než je obvyklé, roste a tvoří jen malé množství ovoce. Ovocné stromy, které mají mimořádně rychlý růst se často nedostanou do plodnosti v předpokládané době. Také prořezávání, které má za následek nadměrný růst, netvoří ve výsledku květní pupeny, dokud jejich vegetativní růst nezeslábne. 

Tyto skutečnosti by měly být v kontrastu s dobře známou skutečností, že poranění stromu má často za následek abnormálně ranou plodnost nebo v příliš bohatou násadu květů. Je obecně známo, že omezení růstu letorostů často zvyšuje produkci ovoce, a na druhé straně, nadměrná produkci ovoce nebo nadúroda, má tendenci výrazně snižovat vegetativní růst stromu.
Prořezávání v zimě obvykle vede k silnému růstu dřeva. Je-li v zimním období proveden nadměrný řez, může zabránit mladým stromkům v předčasné plodnosti, A bezpochyby takový řez může snížit plodnost starých stromů. Pokud jsou části rostliny odstraněny v zimě, pak uložené živiny a energie ze stromu je odkloněna do menšího počtu větví, které zůstávají. Tyto zbývající části se dělí o celou dodávku živin, které by jinak byly rozděleny mezi větší počet pupenů a větví. Výsledkem je stimulace růstu dřeva na stromě řezem během zimy.
Prořezávání v létě, a to zejména v případě, že prořezávání je nadměrné, bude pravděpodobně mít za následek snížený růst dřeva. Pravděpodobnou příčinou je, že poté, co na počátku růstu na jaře dřevina využila uložené živiny, následný růst závisí na živinách které jsou dodávány kořeny během dne. Přiměřeně hluboký řez v létě může mít za následek sklon k reprodukční činnosti a zvýšení plodnosti.
Všechno, co má tendenci odklonit živiny během léta od ovocných pupenů, je proti plodnosti v příštím roce. Plodící části některých druhů rostlin, zejména vinné révy, ostružin, maliníku, jsou oslabeny úrodou ovoce, které není nezbytné. V takových případech je nutné pravidelné prořezávání, a zejména odstranění těch části dřevin, které kdysi nesly ovoce a tvarování nových plodonosných výhonů.

## Metody řezu
V různých částech světa jsou obhajovány a prováděny různé formy a způsoby vedení korun stromů pěstiteli ovoce. Ve Spojených státech, je jedna z nejdůležitějších klasifikací založena na výšce koruny. V Evropě jsou ovocné stromy často vedeny ve tvarech číší, nebo váz, formách, které umožňují osvit všech části koruny slunečními paprsky. Také jsou často upravovány tak, aby větve byly rozprostřeny naplocho na mřížoví nebo na jižních stranách zdí. Ovocné dřeviny jsou stříhány a tvarovány tak, aby vytvářely ovocné stěny.
V regionech s velmi drsným klimatem jsou ovocné rostliny někdy chráněny v zimě obalováním. V takových případech je zvláštní forma prořezávání provedena na rostlinách tak, aby je přizpůsobila zimní ochraně. To znamená, že stromy mohou být pěstovány ve více či méně zploštělé formě. Větve na severní a jižní straně se prořezávají na velmi krátký obrost a ty na východní a západní straně jsou vedeny dlouhé (jde o kosterní větve). 

## Řez podle účelu

### Průklest
Průklest je druh řezu dřevin, kterým má být dosaženo prosvětlení koruny a obnovení vyváženého poměru mezi růstem a plodností (kvetením) dřeviny. Uvážlivým prořezáváním správně založená koruna stromu prořídne, rostliny udržovány v řádném stavu a omezeny na požadovaný prostor. Podíl růstu letorostů a ovoce je regulován, šíření nemocí je omezeno a provedení postřiků usnadněno. Prořezávání tohoto typu za tímto účelem se provádí zpravidla v jarním nebo podzimním období, přičemž oba termíny mají své výhody a zápory.

### Zmlazování
Zmlazování je radikální řez, kterým se sleduje obnova vitality růstu, kvality habitu a prodloužení životnosti dřeviny. Vzhledem k požadovanému účinku se u většiny ovocných dřevin provádí během zimy nebo v předjaří .
U mnoha dřevin je zmlazení velmi důležitým a vhodným, biologicky zdůvodněným, pěstitelským zásahem. Lze jím zlepšit celkový vzhled přestárlých, nepěkných, odspodu holých nebo proschlých dřevin. Zmlazení je občas nutné, nelze li z jakéhokoliv důvodu používat pravidelný průklest. Při úplném zmlazení se odříznou všechny větve těsně u země nebo se ponechají nejvýše 5 cm dlouhé čípky. Za rok po zmlazení se odstraní z nově vytvořených výhonů všechny slabé a přebytečné. Vhodné výhony se ponechají a zkrátí tak, aby vytvořily polokulovitý až široce kuželovitý tvar. V dalších letech se ponechávají keře opět přirozenému vývoji.
Zmlazení je nutno opakovat vždy po více (u běžných stromů přibližně deseti, u keřů podle způsobu růstu) letech, když jsou nadzemní části dřevin zase přestárlé a nepěkné. Ve skupinách je doporučeno zmladit nejdříve keře v pozadí kompozice a teprve po jejich částečném obnovení (za 2-3 roky) se seříznou ostatní rostliny. Zmlazování, které je prováděno postupně, tedy každý rok je zmlazena část dřeviny, je ohleduplnější, snižuje riziko některých nevhodných reakcí dřevin avšak někdy omezuje pozitivní regenerační efekt a tedy může být spíše nevhodné. Proto je třeba posoudit před zmlazením jak charakteristiku druhu, odrůdy, tak dosavadní růst dané dřeviny, vlastnosti stanoviště, zdravotní stav dřeviny a na základě zkušenosti rozhodnout pro vhodný postup ve vhodném ročním období.
V nevhodné období provedeným, nebo příliš silným zmlazením může dojít k silnému poškození a úhynu dřeviny. Tato reakce je známa u silně zmlazených meruněk a u některých kultivarů v zimě nebo předjaří silně zmlazených třešní.
Někdy se dává přednost před zmlazením hlubokému řezu, kdy se část dřeviny zmladí a část je ponechávána a jen se silněji prořeže.

### Výchovný řez
Je řez prováděný na mladých dřevinách jehož cílem je založení koruny a zejména výběr a posílení kosterních větví a případně terminálu.
Způsobe se může lišit u kotlovitě (duté) koruny a dalších otevřených tvarů koruny.

### Řez na pařez
Je řez kterým je odstraněn kmen stromu nízko nad terénem. Obvykle jde o poslední řez, který je nezbytné u ovocné dřeviny provádět. U okrasných a technických dřevin jsou někdy po tomto řezu zapěstovány větve, které vyraší dalším řezem (topol) a jde tedy o hluboké zmlazení. U ovocných dřevin obvykle po řezu na pařez vyraší podnož.

### Řez na babku
Také je někdy používán výraz „hlavový řez“. Jde o hluboký řez na kmeni nebo kosterních větvích, po řezu jsou zapěstovány jednoleté výhony, které jsou pak každoročně seřezávány těsně ve stejné výšce pravidelně každý rok čímž se vytvoří časem viditelný kalus na kmeni, širší než samotný obvod kmene. Účelem je pro technické účely nebo z důvodů levnější údržby zmenšit korunu. U ovocných dřevin se takový řez používá pouze v případě že jsou použity jako okrasné (hrušně, moruše apod.) protože většina ovocných dřevin takové úpravy obvykle dlouhodobě nesnese a dochází k poškození zdravotního stavu.

## Řez podle pěstebního tvaru

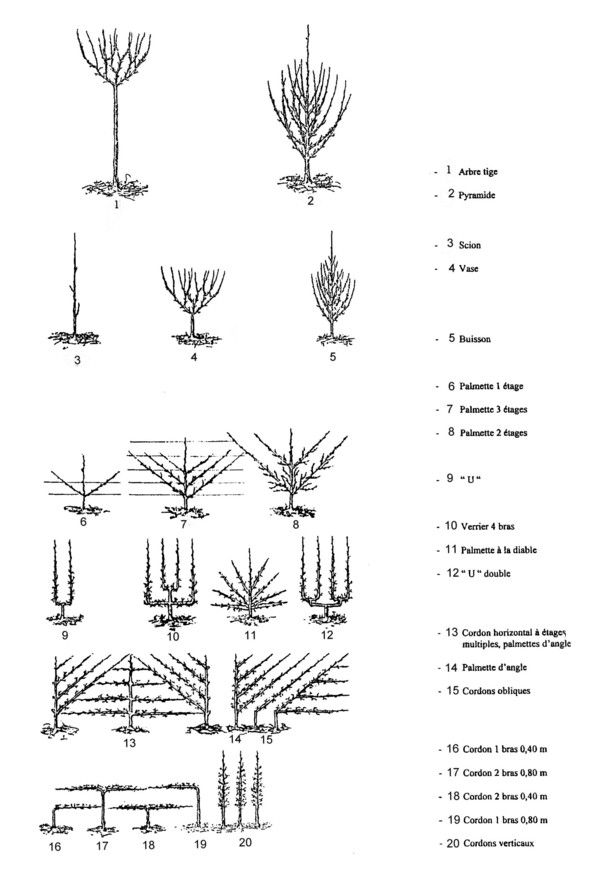
Formy tvarování ovocných dřevin

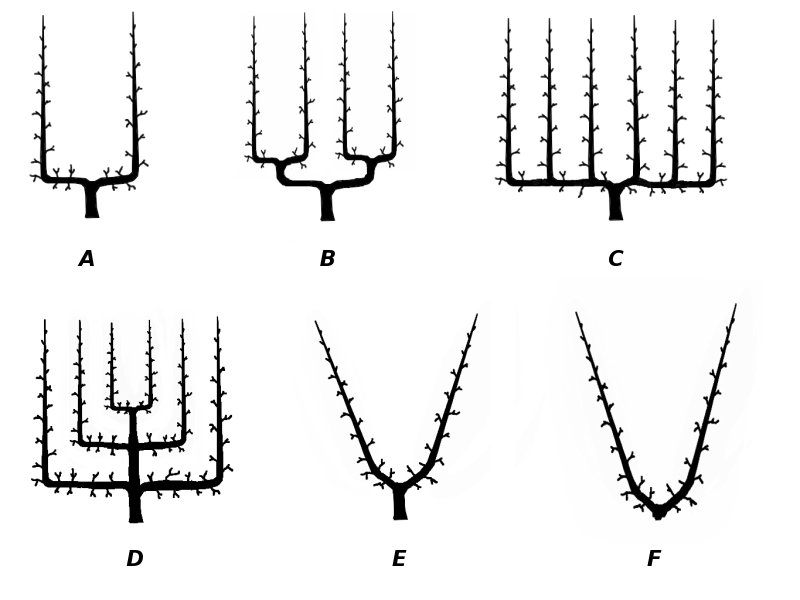
Příklady palmet
A: U
B: dvojité U
C: svícen
D: baňka
E: Y
F: V

Ovocné dřeviny lze pěstovat v různých tvarech a různým způsobem upravovat koruny řezem a ohýbáním větví. Zřejmě nejrozšířenější v intenzivních výsadbách je pěstování zákrsků. V zahradách větších rozměrů lze efektivně využít extenzivní tvary s vyšší korunou ale i na práci náročné pěstování v ovocných stěnách (palmeta). Použití nějakého tvaru by mělo efektivně odpovídat především použitému materiálu, zvolenému prostředí, plánované údržbě a požadavkům na velikost a kvalitu sklizně.

### Palmeta a ovocné stěny
Tvarované ovocné stěny a palmeta jsou používány pro úsporu prostoru a tedy zvýšení efektivity pěstování ovoce, především u jabloní. Účelem je rozprostření větví v logickém prostorovém uspořádání v daném prostoru. Estetické hodnoty jsou obvykle sekundární efekt. Palmeta jsou velmi náročné na pravidelnou údržbu, často jsou takto pěstované dřeviny pěstovány pod závlahou. K pěstování dřevin jako ovocných stěn je třeba slabě vzrůstných odrůd na slabě vzrůstných podnožích, což bývá pravidlo, které je nejčastěji porušováno. Výsledkem dobrého výběru odrůdy a správného pěstování je sice brzká a vysoká plodnost, sklizeň plodů vysoké kvality, ale také rychlé stárnutí.
Součástí údržby těchto ovocných tvarů je pravidelný řez a zejména pravidelný letní řez, zimní řez je zde využíván spíše jako opravný prostředek v případě poškození. Mnoho pěstovaných odrůd ovoce nikdy nelze vhodně použít pro palmeta a ovocné stěny.

### Zákrsky a vysokokmeny
Staré sady bývaly dříve vysazovány většinou ovocnými stromy s korunou založenou velmi vysoko na kmeni. Často byly kosterní koruny rozvětveny 2 nebo 2,5 metru nad zemí, tak, aby se osoby mohly volně pohybovat pod větvemi. Ty to sady byly přizpůsobeny extenzivním metodám pěstování a jejich údržba spočívala v jarním zmlazovacím řezu jednou za deset let a v probírce první dva roky po zmlazení. Tomuto způsobu pěstování odpovídal i výběr odrůd, které dobře snášely tento způsob údržby. Plodnost těchto sadů, kvalita plodů a zdravotní stav dřevin byl adekvátní této péči. Ale v současné době v mnoha částech Spojených států a Kanady jsou pěstovány ovocné dřeviny s kosterními větvemi rozvětvenými blízko k zemi. Často převažují. Důvodem rozdílu v poloze koruny ovocných stromů ve vztahu k výšce koruny je, že charakter koruny ovocný strom má přímý vztah k jeho přizpůsobení danému prostředí a na péči, která může být věnována ovocnému sadu. Zásadně se pak může lišit vhodnost použití vysokokmenů pro malé nebo větší soukromé zahrady a pro ovocné plantáže. 
Jakkoliv je ve školce často zapěstována řezem koruna stromu rozvětvením v určité výšce, lze výšku změnit řezem a výběrem rozvětvení ve vyšším místě na kmeni. 
V Evropě je většina rostlin je poměrně mnohem vlhčí klima, než mají Spojené státy. Evropa má méně proměnlivé klima, a to zejména s ohledem na ničivé větry, než většině částí Spojených států. Na většině území Spojených států je sluneční světlo intenzivní, a to zejména v těch částech, kde převažují suché větry. Zde jsou pěstovány nízké tvary ovocných dřevin. Výběr výšky a charakteru koruny je proto jedním z důležitých způsobů přizpůsobení ovocných dřevin pro klima dané lokality, ve které jsou pěstovány. Tam, kde je potřeba maximální sluneční světlo a teplá a suchá země pod stromy, jsou vysoké tvary asi nejlepší, ale tam, kde je žádoucí ochrana kmene a hlavních větví stromů před sluncem a odolnost proti silným větrům, jsou kompaktní koruny vhodnější. 
Prakticky ve všech částech Spojených států byly v poslední době vysazovány sady s nízkými tvary koruny. Typické vysokokmeny se nacházejí pouze ve starých ovocných sadech. Stromy s nízkou korunou mohou být pomocí zásahů ovocnáře v plodnosti dříve, než vysokokmeny, protože velmi vysoké koruny jsou udržovány pouze tím, že jsou odřezány každoročně boční výhony kosterních větví, které se tvoří během prvních 2 až 4 let růstu stromů. Toto prořezávání oddaluje dobu, kdy větve mají dostatek plodonosného obrostu. Hlavním důvodem oddálení plodnosti je však intenzita růstu dřeviny pěstované jako vysokokmen v prvních letech ve srovnání se zákrsky nebo dokonce vyšlechtěnými "sloupovitými" odrůdami, které jsou udržovány řezem jinak.
V jednom osm let starém ovocném sadu bylo provedeno srovnání dvou metod pěstování stromů téže odrůdy. Zákrsky měly kmeny 18 centimetrů, tedy byly o polovinu méně silné v průměru než kmeny vysokokmenů.
Vysokokmeny mohou ve vlhkém klimatu umožnit aby slunce rychleji ohřálo a vysušilo půdu a rozkládající se materiál pod stromy. Vlhký, rozkládající se materiál a vlhkost půdy upřednostňují rozvoj plísní, které mohou způsobit choroby. Některé nářadí a stroje v sadu mohou být použity pohodlněji u vysokokmenných sadů, než v sadech, kde jsou větve blízko k povrchu země. Ovšem většinou jsou stroje v sadech již přizpůsobeny pěstování zákrsků a ovocných stěn a řez těchto dřevin tato přizpůsobení vylepšuje k dokonalosti. Lze bezpečně říci, že výhody nízkých tvarů pro intenzivní zemědělskou výrobu převažují. nad výhodami vysokokmenů. To se zvýrazňuje ještě v době sklizně na kvalitě a velikosti plodů. Nicméně je asi moudré přijmout rozhodnutí o výšce koruny pro ovocné stromy v souladu s charakterem půdy a převládajícími klimatickými podmínkami, způsobu údržby a také podle požadavků odběratele, zákazníka.

## Řez podle typu koruny
Pěstební tvary kde je použito duté (kotlovitá) koruny mohou zlepšit zdravotní stav dřeviny a vyzrání plodů, je snazší údržba, tyto tvary jsou obvykle vhodnější. Dřeviny s použitím terminálu (4 nebo 5+1) v koruně lépe rostou a také se snáze nahrazují poškozené silnější větve.

### Kotlovitá a pyramidální koruna
Pro účely tohoto popisu, může být považován ovocný strom za objekt složený ze dvou částí, a to kmene, který se skládá ze spodní části hlavního stonku sahajícího od země až po rozvětvení prvních větví a koruny, která obsahuje část stromu nad tímto bodem. 
Ovocnář rozpoznává několik odlišných typů koruny. Ovocné dřeviny lze prořezávat různě podle toho, zda jde o vysokokmen nebo zákrsek, nebo palmeto či vřetenovitý zákrsek. V případě, že půda je bohatá a stromy musí být ponechány, aby byly vzrůstem velmi velké, může být vysoká koruna nutná. Vysokokmeny mohou být správnou volbou v případě velmi vzrůstných odrůd, jako je North Spy. Omezování velikosti prořezáváním může mít za následek příliš bujný růst dřeva na úkor růstu plodů.
Moderní ovocnář proti vysokokmenům u ovocných dřevin však vznese námitky, že postřik vysokých stromů je pomalý, drahý a neefektivní. Sběr ovoce a prořezávání je náročné a další drobná péče je také drahá a není pravděpodobné, že by měla významné efekty. Téměř ve všech oblastech pěstování ovocných dřevin pěstitelé preferují stromy s nízkými tvary koruny. Hnojí půdu, obdělávají okolí dřevin, silně prořezávají a jsou obvykle schopni vyzískat stejně dobré výsledky s menšími stromy, pouze s poněkud větším počtem rostlin na akr.
U ovocných dřevin jsou pěstovány dvě formy koruny, koruny s terminálem (pyramidální koruny) a otevřené koruny. Pyramidální koruny, mají hlavní vertikální větev, navazující na kmen, terminál, který je víceméně kolmou osou koruny a dosahuje až k vrcholu stromu. Bočních větvě vyrůstají z tohoto terminálu a tak je tvořena koruna. Ve stromu s otevřenou korunou terminál chybí a korunu tvoří čtyři nebo pět bočních kosterních větví. U mnoha dřevin je otevřená koruna vhodnější, ale u jabloně jsou si z více specifických důvodů tyto varianty rovnocenné.
Výhody koruny s terminálem jsou:
- Větve jsou menší v poměru k tělu stromu, a jsou proto méně náchylné k poškození kmene, když se zlomí.
- Pokud je kosterní větev zlomená, je to jen malá část stromu, a je proto méně poškozena koruna, než by tomu bylo ve srovnání s větví u otevřené koruny.
- Větve jsou rovněž kratší a neohýbají se tolik pod zatížením ovoce
- V případě, že strom je zanedbán, za rok nebo dva je pak méně poškozen řezem než strom s otevřenou korunou.

Nevýhody koruny s terminálem jsou:
- Je velmi obtížné udržet terminál poté co strom zestárne, a výhony v horní části koruny poměrně vysokého stromu je pak nákladné odstranit.
- Příliš mnoho ovoce roste ve stínu a barva a chuť není tak dobrá, jako v případě otevřené koruny.
- Z důvodu stínu plodí dřevo stále do značné míry na okraji, takže žádný významný řez nemůže být proveden aniž by se výrazně nesnižoval počet květních pupenů po řezu. Dřevo, které se odebírá řezem větví je dřevo, které nese květní pupeny.

Výhody otevřené koruny:
- Méně větví které je třeba udržovat a ty co zůstávají jsou udržovány v lepším stavu, protože mají dostatečný prostor k rozvoji. Koruna je otevřená slunečnímu záření a dřevo je proto zdravější, ovoce je lepší barvy a lépe vyzrálé.
- Prořezávání a postřiky, obzvláště později, sběr ovoce, lze provést levněji a důkladněji
- Stromy mohou být upraveny v požadovaném rozsahu každý rok, aniž by hrozilo nebezpečí, že bude příliš výrazně snížen počet květních pupenů.
- Plody nevyvíjí velký tlak na větve, protože místo toho, aby ovocné dřeviny plodily zcela na konci větví, kde je větší pákový efekt, jsou plody rovnoměrně po celém délce větve.
- Zkušenosti ukazují, že plody na ovocných dřevinách s otevřenou korunou jsou spíše rovnoměrně velké na rozdíl od plodů na stromě druhého typu. To je pravděpodobně kvůli rozmístění plodů podél větve namísto shluků plodů na konci.

Nevýhody otevřené koruny:
- Malý počet kosterních větví, obvykle ne více než čtyři, a protože ty musí být velké, může být nebezpečí, že se rozlomí
- Kosterní větve jsou pravděpodobně delší, protože strom má tendenci se šířit spíše než vyrostat do výšky, a tak i zabírá více místa. Tato nevýhoda jsou však kompenzována ořezávání stromů každoročně, takže obstojí i pod zatížením. Je také kompenzován do určité míry růst hlavních kosterní větví směrem nahoru.

## Vytvoření kosterních větví
Tři nebo čtyři roky bude nutné upravovat dřeviny řezem pro založení buď koruny s terminálem nebo otevřené, duté koruny. Při založení koruny jako otevřené koruny by strom měl mít jen asi čtyři nebo pět hlavních větví. V případě stromu s terminálem může být založeno sedm až deset hlavních větví a měly by být dobře rozmístěny kolem terminálního výhonu.
Častou chybou při tvorbě pyramidální koruny je založit kosterní větve přijít příliš blízko u sebe. Tato chyba vyplývá ze skutečnosti, že když jsou stromy malé, kosterní větve nepůsobí jako zahuštěné a nadbytečné. Jakmile však zesílí a zestárnou bývá zjištěno, že kosterní větve jsou blízko u sebe a růst v okolí terminálu nemůže úspěšně probíhat.Žádné dvě větve nemají být přímo proti sobě.
Prořezávání 2letého stromu pro pyramidovou korunu musí být provedeno s cílem poskytnout centrálnímu výhonu výhodnou pozici, zabránit vzniku slabých vidlic a nutit růst korunu do pomalu rostoucích kosterní větví řezem rychle rostoucích kosterních větví. Výše položené kosterní větve na hlavním terminálu zpravidla rostou rychleji než ty nižší a proto musí být obvykle řezány přísněji než ty nižší.
V zimě po prvním roce po založení koruny by každá z požadovaných kosterní větví měla být snížena přibližně o polovinu. Každá z horních kosterní větví by měla pravděpodobně být snížena více než o jednu polovinu. V téže zimě může být nezbytné odříznout některé z větviček z hlavních kosterní větví, které jsou ponechány, protože je důležité, aby sekundární větve byly dobře rozloženy. Během druhé zimy bude opět nutné snížit hlavní větve a vedoucí asi stejným způsobem. Během příštích několika let bude nezbytné prořezáváním založit vhodné sekundární větve. Jako obecné pravidlo platí , že stromy by nemělo být dovoleno , aby dorůstaly větší výšky než jsou ve věku asi 8 nebo 9 let, jinak řez stromu bude zbytečně drahý v pozdějších letech.
Při prořezávání se záměrem vytvořit strom s otevřenou korunou by měl mít pěstitel na mysli určitý ideál a pracovat na něm. Nejlepší výsledky mohou být zajištěny tím, že pěstitel vybere žádoucí kosterní větve a všechny ostatní se odstraní, když začínají růst. Během druhého létě mohou být odstraněny pupeny, které by měly tendenci vytvářet větve vedoucí nahoru do středu a takto zvýšit růst na kosterní větví, které je žádoucí zachovat. Prořezávání ve druhé zimě by mělo být zaměřeno na seřezání hlavních a vedlejší větví o jednu polovinu a udržování sekundárních větví dobře rozložených na hlavních větvích tím, že odříznou všechny zbytečné vedlejší větve. Prořezávání podobným způsobem může být nezbytné i během třetího léta, během třetí zimy by měly být upraveny větve na sekundárních větvích a omezeny všechny nové o polovinu. Řez kosterních větví a omezení výhonů by měl být prováděn i v pozdějších letech, ale řez by měl být méně silný až do okamžiku, kdy strom dosáhne reprodukčního věku.
Schematický náčrt idealizovaného stavu založení kotlovité koruny

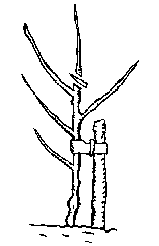
Založení duté koruny, dvouletý strom (jednoletý je špičák), odstranění terminálu.
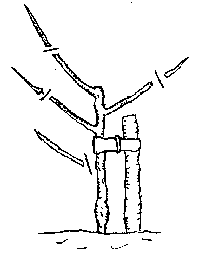
Dvouletý strom, zakrácení větví na venkovní pupeny, odstranění slabých a nevhodných výhonů. Zůstat by měly čtyři výhony, které ideálně nejsou v přímé opozici.
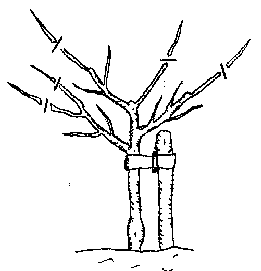
Tříletý strom, vytvoření a zakrácení větví druhého řádu.
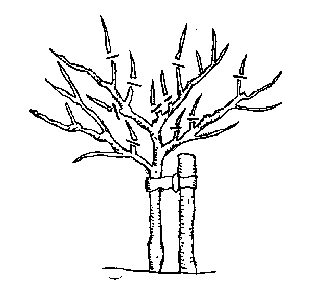
Čtyřletý strom, průklest a založení plodonosného obrostu.

## Styl řezu
Styl prořezávání , které nakonec umožní aby se ovocný strom nebo rostlina rozvíjel do své největší možné velikosti je nazýván extenzivní. Spočívá spíše v průklestu než hlubokém řezu a je zejména vhodný pro takové stromy, jako jsou jablka a hrušky, ty jádroviny, které nesou ovoce na krátkém plodném obrostu. Méně vhodný je pro takové stromy, jako jsou broskve, které plodí na nových (loňských) letorostech, rozvíjejících se částech. To neplatí zcela bez výjimky, protože jsou bujně rostoucí odrůdy které nesou ovoce spíše na loňských letorostech.
Styl prořezávání, který má tendenci snižovat a zmenšovat rostliny nebo stromy, je známý jako represivní řez. Provádí se řezem nových částí a může nebo nemusí být doprovázen řezem starších větví. Represivní prořezávání (nazývané v ČR "americký řez") se běžně praktikuje na rostliny, které nesou ovoce na koncích nových letorostů, jako jsou broskve , maliny , ostružiny a réva. Pokud tento styl prořezávání není prováděn na takových stromech jako jsou broskve, větve budou velmi pravděpodobně velmi dlouhé, budou se lámat pod těžkou násadou ovoce a stromy budou zabírat více místa v sadu, než je nutné nebo žádoucí. V praxi takový špatně prováděný řez v ČR vede nevyhnutelně k předčasnému úhynu celé dřeviny, usychání, klejotoku, až nakonec zůstávají výhradně slabě rostoucí větve na vrcholu jinak zcela usychající broskvoně. Tento stav bývá způsobem úzkostlivou touhou po úrodě (mentální neschopností odřezat i některé zdravé silné větve na kterých by byly také plody) a zdůvodňován tvrzením, že broskvím a nektarinkám se v dané oblasti nedaří.
Represivní řez ve výsledku vede k posílení stromu nebo rostliny, zabraňuje poškození větví nadměrnou násadou ovocem, zvyšuje kvalitu a velikost plodů. Stromy jsou udrženy v požadovaných mezích, plody mohou být snadno sklizeny, dřeviny lze ošetřit snadno postřikem (u broskví v předjaří nezbytným).

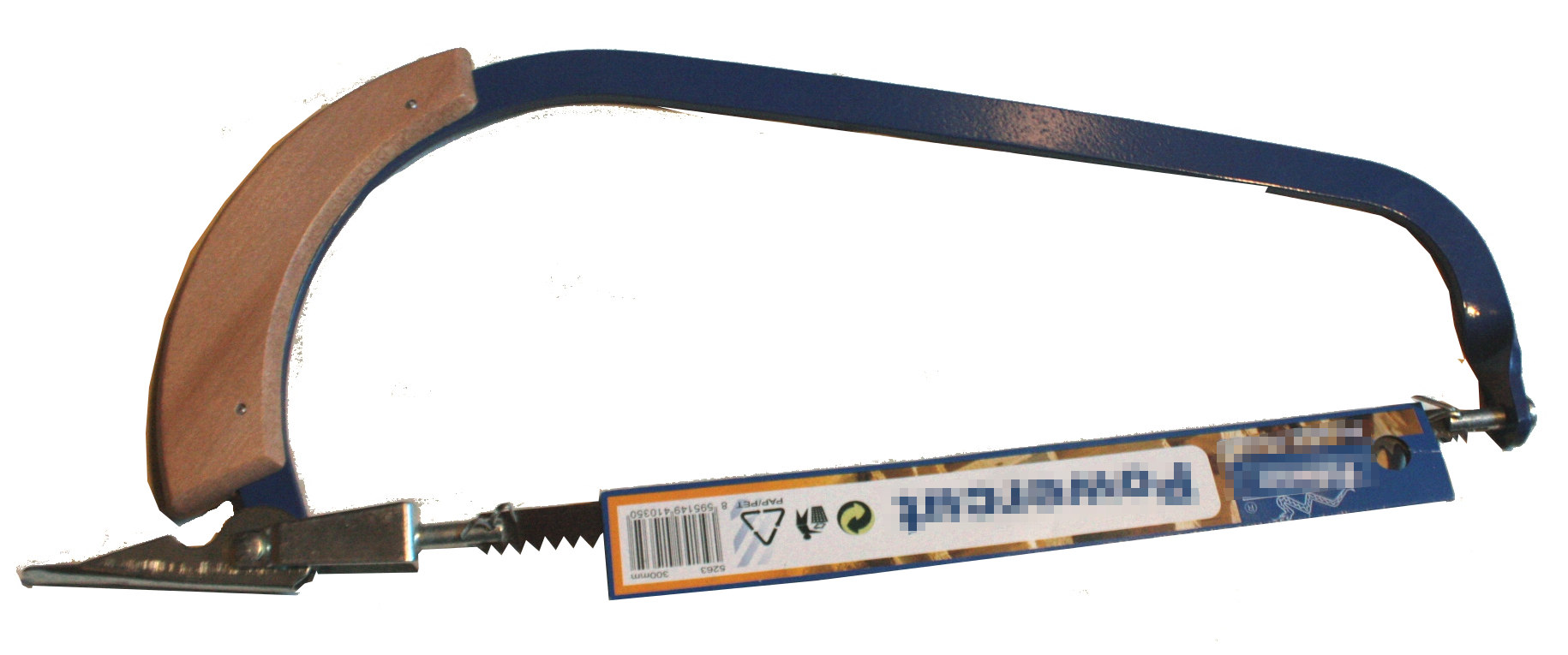
Pilka s otočným listem.

## Technické pomůcky
Nástroje , které mají být použity v zahradnických činností závisí spíše na charakteru rostliny, která má být upravena řezem. Běžně pro rychlou a pohodlnou práci zručnému zahradníku postačí malé zahradnické nůžky a pilka s otočným listem. Při řezu lze ovšem použít následující zahradnické nářadí: zahradnické nůžky, pilka, pilka s otočným listem, pilka ocaska, nůž žabka, motorová pila, nůžky na živý plot, nůžky s prodlouženou rukojetí, pilka s prodlouženou rukojetí, hydraulické nebo pneumatické nůžky a motorový plotořez.
Vhodné je používat spolehlivé byť drahé nářadí takového výrobce, které se při použití nerozpadá, s ergonomickou rukojetí jenž nezpůsobuje otlaky při používání, s kvalitním ocelovým brousitelným břitem. Výrobky těchto parametrů nebývají vyráběny v Číně. Vhodné je vždy používat ostré nářadí, rukavice, chrániče, práci si dobře zorganizovat a dodržovat bezpečnost při práci s pomůckami. Že je pro rostlinu lepší a lépe se hojí rána ostrým nářadím, potvrdí každý kdo se sám pořezal dobře nabroušeným zahradnickým nožem, nebo nůžkami.
Pro malé rostliny, jako je réva a bobuloviny, jejichž části jsou ohebné, jsou nejvhodnější nůžky. Pro mladé stromy v ovocných sadech, jejichž větve jsou malé, bývají často použity pro prořezávání nože. Pro většinu pěstitelů ovoce při údržbě starších stromů, kde jsou větší větve, nebo musí být odstraněny nemocné části stromu, používá při prořezávání pily. V mnoha případech jsou rovněž nutné žebříky, nebo speciální pracovní plošiny - vyvýšené konstrukce na pohyblivém podvozku.
Nůžky nejčastěji používané v zahradnictví jsou oboustranné ruční nůžky s ochranou proti rozevření. U různých výrobců jsou často drobné rozdíly v druhu rukojetí a pojistky proti rozevření. Pro prořezávání vzrostlých stromů, jsou používány nástroje s prodlouženou rukojetí a jsou užitečné zejména v mladých sadech, kde je mnoho výhonů, které musí být odstraněny, které jsou příliš velké, aby šly lehce odříznout s pomocí ručních nůžek. 
Nůžky s prodlouženou násadou jsou podle některých zdrojů v prořezávání vzrostlých sadů téměř nepostradatelné. Řezná část je ovládána pomocí drátu se táhne od jednoho konce řezné části k ruční páce, která je upevněna dole na dlouhé rukojeti. S uvedenými nůžkami na dlouhé násadě ale těžko lze provádět řez bez ponechání nevhodných čípků, manipulace je obtížná a zdlouhavá a přesnost omezená.
Mezi nářadí pro ovocnáře velmi užitečné je zahradnická pila. Je používáno více typů. Typ pily s tenkou, zužující se čepelí (ocaska) je velmi populární, ačkoliv se je běžně používáno spíše obyčejné levné pily na rámu. Ovocnáři s oblibou používají pily s otočným listem. Tento typ umožňuje modifikovat úhel pilového listu před řezem a dovoluje tak hladký řez. Může být dobře nahrazen zakřivenou ocaskou, která se však snáze poškodí. Při řezu touto pilou je právě z toho důvodu vhodné spíše táhnout k sobě, než tlačit. Lze zakoupit pily na dlouhé násadě. Manipulace s nimi je obtížná a zdlouhavá a přesnost omezená. Kdysi byly používány i pily se sekáči nebo s užitečnými úchyty pro zavěšení na žebřík.
Kvalitní silný kapesní nůž se může použit jako nůž k prořezávání, ale nože vyrobené zejména pro zahradnické účely jako je žabka mají obvykle zahnutou čepel a rukojeť dostatečně velkou a takového tvaru, aby umožnila při řezu pevné uchopení.
Vhodnými žebříky jsou takové lehké dvojité žebříky, plošiny a schůdky, které se zbytečně nezaboří do měkké půdy, dosahují potřebné výšky a jsou dostatečně stabilní a omyvatelné. Dřevěné žebříky jsou poměrně těžké a časem se rozesychají (rozviklávají) a příčky se mohou dokonce lámat.

## Obecné zásady
Měly by být dodržovány tyto zásady:
- Nenechávat věšáky čípky (výjimkou jsou práce ve školce) nebo je brzy odstraňovat.
- Práce provádět ostrým nářadím.Používat správné nářadí, tedy například nikoliv jednosečné nůžky a ostrou sekyrku.
- Před prací nebo po ukončení prací nářadí desinfikovat. Je mnoho chorob které lze přenášet infikovaným nářadím.
- Řez, především řez velkých větví, spíše neprovádět v případě silných mrazů a námrazy. Větve jsou více lámavé.
- Vždy je třeba odstranit zahušťující výhony rostoucí dovnitř korunky.
- Vždy je třeba zamezit předčasné plodnosti na úkor růstu.
- Vždy je třeba odstranit podrážející podnože.
- Nikdy se neprovádí silný řez v pozdním létě (konec srpna a září) aby nedošlo k rašení výhonů které nevyzrají.
- Vždy je třeba odstranit suché větší větve a podle možností i mumifikované plody.

### Zamazávat nebo nezamazávat
Mezi obecné zásady patří nezbytnost zamazávat rány latexem nebo stromovým balzámem (podstatně dražší možnost). Pokud však nehrozí nebezpečí infekce houbovými chorobami a jde o zdravou silnou dřevinu na místě nepřehuštěné výsadby a rána byla správně provedena, lépe se hojí rány které nejsou zamazány stromovým balzámem nebo latexem. Rozhodně je zbytečné zamazávat malé řezy, nebo rány po řezu nůžkami. Větší řezy na kmeni provedené v předjaří je vhodné vždy spíše zamazat. Různí autoři se rovněž různí v názoru na štěpařský vosk (Jenten). V některých případech impregnuje rány, a tedy způsobuje více škody nežli užitku, v jiných se rány hojí srovnatelně s účinky stromového balzámu. V prodeji je nyní štěpařský vosk s obsahem růstových látek, který má napomáhat lepšímu hojení ran, vytváření kalusu. Rány se nedoporučuje zamazávat kaší smíchanou z jílu s příměsí kravince, blátem, a ani syntetickou barvou.

## Řez podle druhu ovoce

### Jabloň
Ovocnář rozpoznává několik odlišných typů koruny. Jabloně se mohou prořezávat různě podle toho, zda jde o vysokokmen nebo zákrsek, nebo palmeto (ovocná stěna) či vřetenovitý zákrsek. U jabloní jsou pěstovány dvě formy koruny, koruny s terminálem (pyramidální koruny) a otevřené koruny (duté koruny). Pyramidální koruny, mají hlavní vertikální větev, navazující na kmen, terminál, který je víceméně kolmou osou koruny a dosahuje až k vrcholu stromu. Bočních větvě vyrůstají z tohoto terminálu a tak je tvořena koruna. Ve stromu s otevřenou korunou terminál chybí a korunu tvoří čtyři nebo pět bočních kosterních větví. U mnoha dřevin je otevřená koruna vhodnější, ale u jabloně jsou si z více specifických důvodů tyto varianty rovnocenné.

### Hrušeň
Řez hrušní je odlišný od řezu některých jiných ovocných druhů. Prořezávání spočívá v odstranění nadbytečných nebo nežádoucích větví ze stromů a rostlin a je jednou z důležitých operací při údržbě sadu hrušní. Bez ohledu na význam prořezávání, je výrazný rozdíl v názorech mezi ovocnáři na řez hrušní jako takový a způsob jeho provedení ba dokonce na to zda je opravdu nezbytný a má být prováděn. Je rovněž pravda, že pro vybarvení není tak důležité u hrušní na rozdíl od některých odrůd jabloní, aby byla prořezávána hrušeň pro přijímání slunečního světla. V mnoha ohledech je řez hrušní blízce podobný řezu jabloní s tím rozdílem, že musí být zohledněn silný růst hrušní, silné zahuštění koruny po provedeném hlubším nebo jarním řezu (podobně jako u nejbujněji vzrůstných odrůd jabloní). Obvykle je také u hrušní zapěstována pyramidální koruna, u jabloní obvykle kotlovitá koruna, takže způsob řezu se pak poněkud liší.

### Kdouloň
Ti pěstitelé, kteří používají při péči o stromy dusíkatá hnojiva musí řezat kdouloně silně. Ostatní pěstitelé stromy prakticky neřežou od okamžiku, kdy je zasadí až do plodnosti. Pak prořezávají jen tolik, aby omezili v případě napadení bakteriální spálou a oddálili tak úhyn. Nářadí je při použití k údržbě napadených dřevin je třeba pečlivě dezinfikovat.
Většina pěstitelů souhlasí s tím, že poté, co stromy začnou plodit, je řez žádoucí, aby se zlepšila velikost plodů. Kdoule, stejně jako broskve, nesou ovoce na loňských letorostech. Prořezávání kdouloní by nicméně nemělo být nadměrně silné.

### Broskvoň

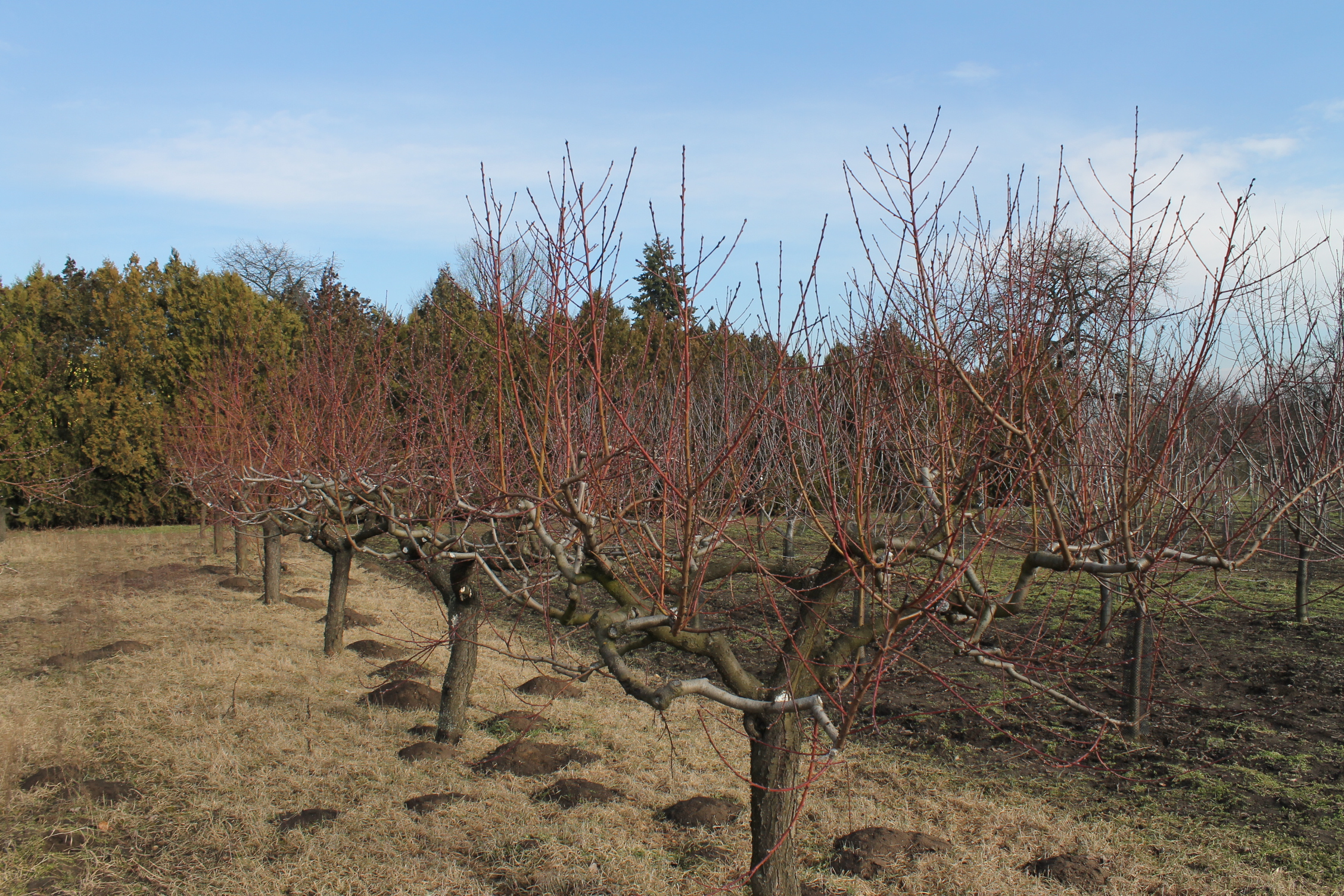
Udržovaný broskvoňový sad před řezem

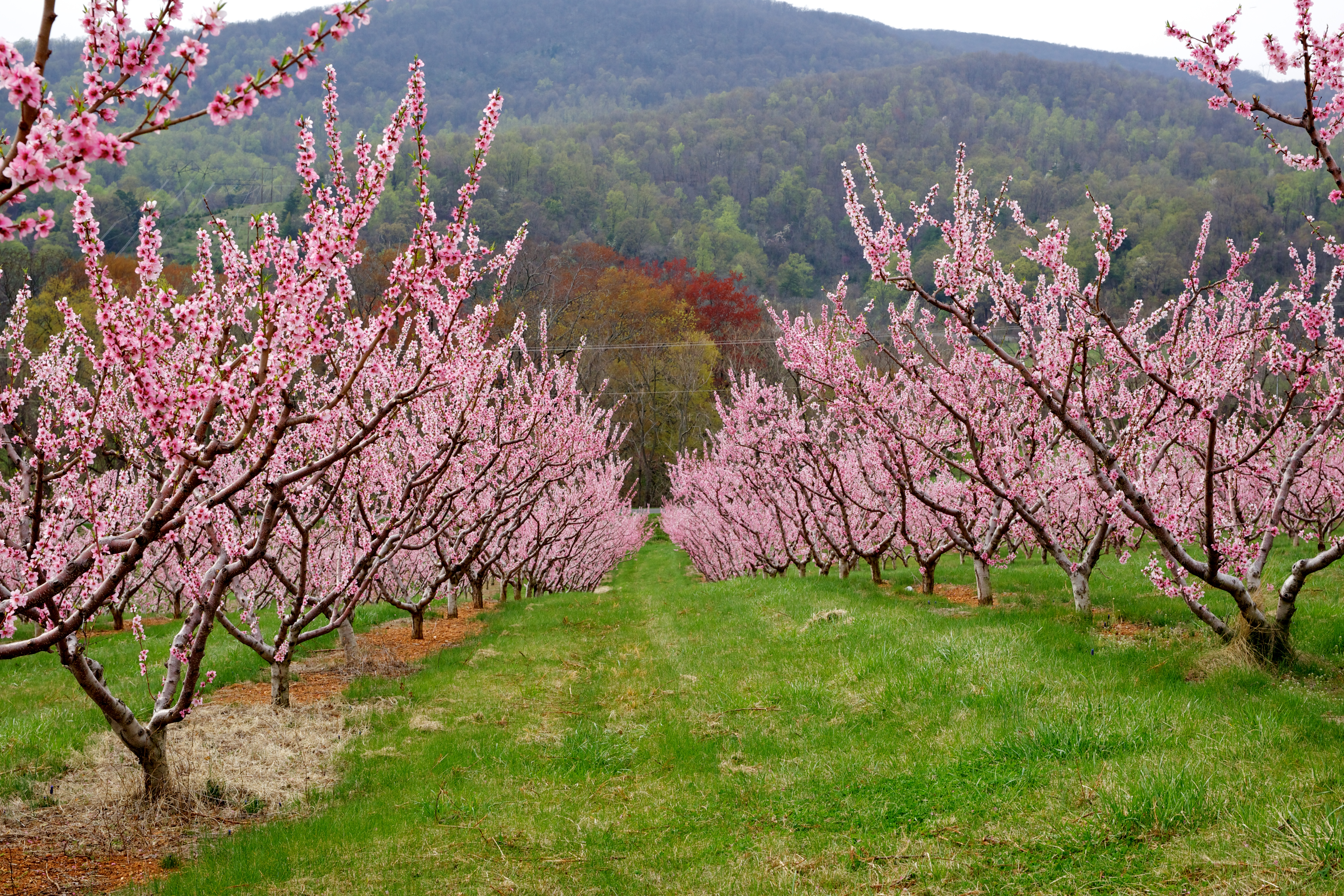
Kvetoucí řezané broskvoně

Broskvoně plodí hlavně na loňských letorostech, ačkoli některé odrůdy tvoří plodonosné trny, krátké větvičky, které se vyvíjejí na částech větví, které jsou dvouleté, a v některých případech dokonce i tříleté. Je tedy zřejmé, že každoroční řez snižuje úrodu broskvoní, a to i značně. Ale komerční odrůdy broskví tvoří takové množství květních pupenů, že je dokonce nezbytné některé při každoročním řezu odstranit a udržet tak vitalitu stromu.

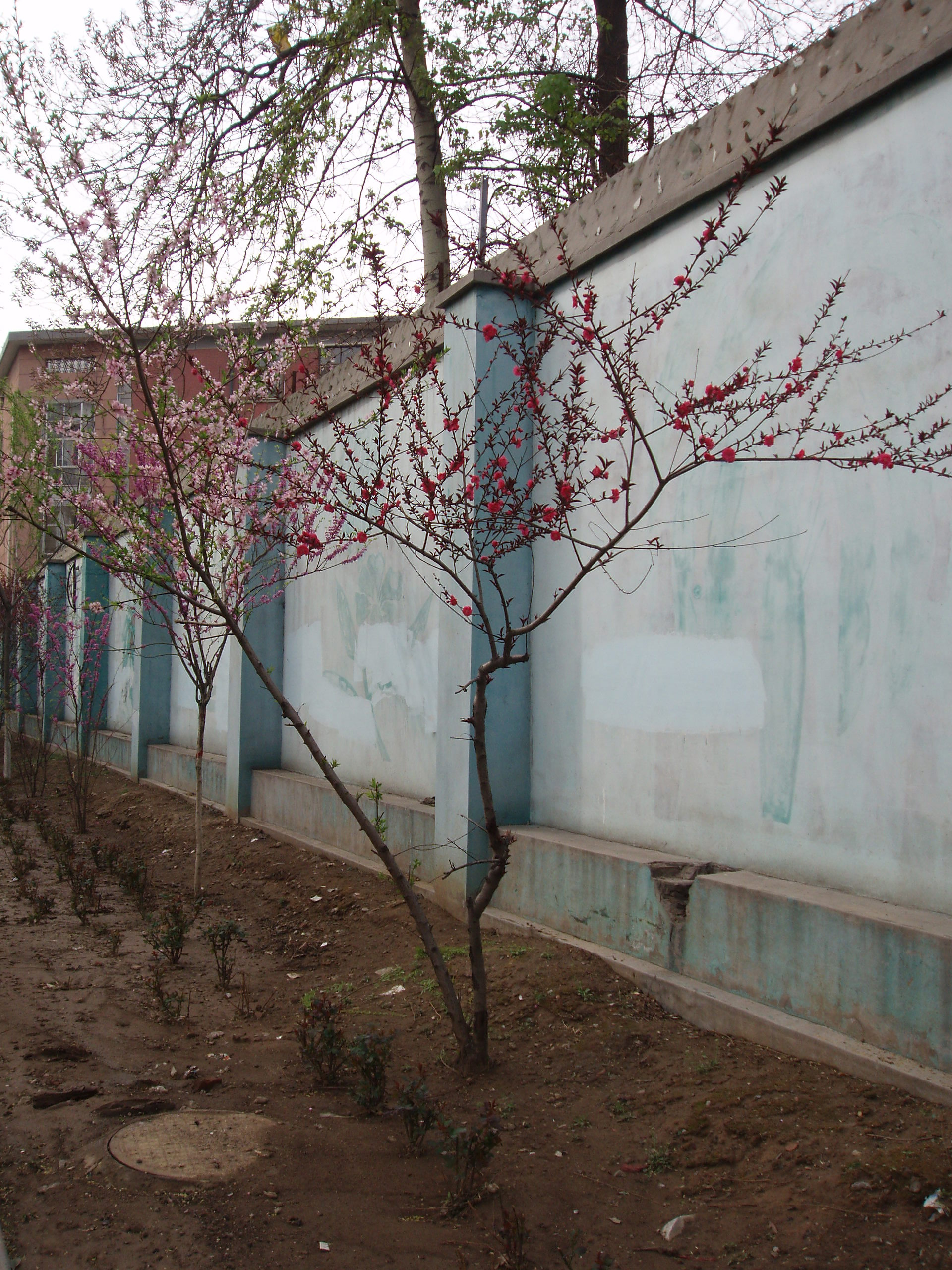
Nikdy neřezaná mladá broskvoň.

Neřezané stromy často tvoří poněkud větší sklizně během prvních let, v porovnání se stromy které byly pravidelně řezány. Ale po první nebo druhé sklizni řezané stromy obvykle tvoří větší sklizně, o kvalitě plodů nemluvě. Je také pravděpodobné, že budou řezané dřeviny více vitální a budou mít větší meziroční nárůst, nebo je skutečná plocha na níž dřevina plodí u řezaných dřevin větší. U neřezaných dřevin se plody tvoří na koncích větví na okraji koruny. Broskvoně, které jsou pravidelně řezané se dožívají mnohem vyššího věku, než neřezané stromy a pupeny budou méně pravděpodobně poškozeny v zimě. Kromě toho, plodí řezané stromy větší ovoce, protože plody jsou intenzivněji vyživovány.
Celkově se broskvoně doporučuje oproti ostatním ovocným stromům řezat spíše více. Platí názor, že "broskev se řeže jako vrba". To může některé pěstitele odrazovat, ale není třeba se to tohoto bát.

### Slivoně a renklódy
Rozsah řezu slivoní se liší podle odrůdy. Odrůdy slivoní druhu slivoň švestka (Prunus domestica) přirozeně dělají dobré koruny s malými úpravami prořezáváním, a je třeba jen toho, aby se občas větev odstranila, či aby se vrchol koruny prosvětlil, protože příliš zhoustnul. Mnoho z původních švestek tvoří stromy, které jsou s křivými kmeny, nepravidelné a nevzhledné, nebo které mají husté, trnité koruny, které tvoří sběr plodů velmi obtížným. Tyto chyby v růstu musí být opraveny řezem.
Slivoně se na korunku tvarují klasicky - terminál plus 4 (maximálně 5-6) silných perspektivních výhonů po stranách. Během dalších let je třeba provádět odstranění zahušťujících výhonů a vidličnatých větvení. Dokud nemá dřevina dostatečně vyvinuté spodní patro, je možné provést založení dalšího patra. Tato metoda je často používána pro Prunus domestica i odrůdy Prunus insititia.
Slivoně lze též pěstovat na kotlovitou korunu, kdy je terminál odstraněn a korunu tvoří čtyři kosterní větve. Tento způsob, je často používán pro odrůdy Prunus triflora.
Švestky a renklódy plodí na jednoletém dřevě, plodný obrost po odplození prosychá. Průklest je nezbytný každý rok, aby byly zajištěny dostatečné přírůstky, jinak koruna stárne a vyholuje.

### Třešně a višně
Třešně a višně se na korunku tvarují klasicky - terminál plus 4 (maximálně 5-6) silných perspektivních výhonů po stranách. Během dalších let u višní, ovšem podle typu růstu, je třeba provádět odstranění zahušťujících výhonů a vidličnatých větvení. Naopak třešně se tvarují víceméně samy.
Některé odrůdy třešní nemusí snášet dobře hluboký řez vůbec. Reagují vyrážením zkroucených nebo převisajících letorostů a do několika let úhynem. Hluboký řez na rozdíl od jiných ovocných druhů lze u třešní a višní provádět v letním období, těsně po sklizni nebo při sklizni (ruská sklizeň), ale je vhodné provádět hluboký řez postupně, během více let. Ačkoliv literatura uvádí, že se větší rány (nad 2-3cm) špatně zacelují, lze pozorovat u různých odrůd různé reakce na řez silných věví. V letním období je reakce obvykle bezproblémová. Vhodné je pokud je hluboce zkrácená větev řezána na pokračující výhon (na konci je dosti silná větev).
Slabší řez, průklest, není problém provést technicky u třešní a višní v předjaří. Účelem takového řezu je dosáhnout vhodného rozložení obrostu v koruně, podpora přiměřené plodnosti a stabilního růstu a celkové prosvětlení koruny. Nicméně řez na jaře s sebou nese zvýšené zdravotní riziko choroby rakovinné odumírání větví peckovin. Třešně a višně bez průklestu trpí často silným klejotokem a prosycháním větví, avšak po provedení řezu u takové neřezané prosychající dřeviny lze pozorovat často změny spíše k horšímu.

### Rybíz
Rybíz se prořezává, aby byl stimulován růst nových výhonů, aby byly odstraněny staré málo plodící a suché výhony, a keř zůstal prosvětlený pro vybarvení plodů. Prakticky žádné prořezávání není prováděno u rybízu do věku 4 nebo 5 let. Nové výhony vznikají z kořenů, a pokud je umožněno rozvíjet každoročně další nové výhonky, mohou být odstraněny staré. 
U víceletých keřů začínáme prořezávat starší dřevo a také umožňujeme prostup světla až do koruny keře. Mladé výhony, aby dobře plodily potřebují světlo a není nutné, aby ovoce bylo jen na koncích. Plodit mohou po celé délce, čehož dosáhneme právě řezem na prosvětlení koruny. 

### Angrešt
Angrešty jsou pěstovány ve dvou formách, keřové a stromkové. Když se prořezávají do formy keře, čtyři, pět, nebo šest výhonů může být pěstováno na každém keři,což je nejlepší komerční forma. V některých zahradách a v Evropě se pěstuje angrešt jako stromek. Stromková forma není z více důvodů tak vhodná jako keřová.
Angreštový keř dosáhne dospělosti po 4 nebo 5 letech. Vládne mylná představa, že střed angreštového keře by měly být prořezán tak, aby byl otevřený. Jako obecné pravidlo při řezu lze přijmout, že nové výhony je třeba prořezávat zpět na jednu polovinu svého růstu každý rok. Prořezávání dává možnost udržovat keře robustní a zabrání tvorbě dlouhých, visících větví, které se ohýbají a ovoce je v kontaktu s půdou. Většina výhonů na každém keři by měla být 3–5 roků stará, nejlépe plodí výhony tohoto stáří.
Radikálním řezem, chemickou ochranou a odstraňováním napadených výhonů lze někdy omezit napadení americkým padlím.